# Jaén Fútbol Sala
Le Jaén Fútbol Sala, aussi connu comme le Jaén Paraíso Interior pour des raisons de sponsoring, est un club espagnol de futsal fondé en 1980 et basé à Jaén (Andalousie). Le club évolue en Première division (LNFS) depuis 2013.
Il compte à son palmarès trois Coupes d'Espagne, en 2015, 2018 et 2023. En 2018, la finale bat un record national d'affluence pour un match de futsal, avec 12 632 spectateurs.